# مطار باسكو
مطار باسكو (بالإنجليزية: Basco Airport)‏ (إياتا: BSO، إيكاو: RPUO) هو مطار عام يخدم مدينة باتانيس ويشغل المطار هيئة الطيران المدني الفلبينية.